# IC 5199
IC 5199 — галактика типу Sb (компактна витягнута галактика) у сузір'ї Журавель.
Цей об'єкт міститься в оригінальній редакції індексного каталогу.